# Архив Југославије
Архив Југославије је институција која чува и штити архивску грађу насталу радом централних државних органа и организација југословенске државе од 1918. године до 2006. године.

## Оснивање Архива Југославије
Иницијатива за оснивање Архива југословенске државе настала је још у време Краљевине Југославије 1920. године, али је Архив основан тек након Другог светског рата 1950. године под називом Државна архива ФНРЈ. Овај назив промењен је 1964. године у Архив Југославије и под тим именом ради и дан данас (сем у периоду од 2003. до 2009. када је стварањем Државне заједнице преименован у Архив Србије и Црне Горе).

## Грађа Архива Југославије
Архив Југославије у оквиру 840 фондова и збирки чува 24,5 километара архивске грађе, настале у периоду од 1914. до 2006. године. Грађа се односи на рад централних органа власти и државне управе у области унутрашње и спољне политике, финансија, привреде, здравства, просвете, културе, социјалне политике, правосуђа, банкарства и др.
Архивску грађу периода Краљевине Југославије чини 146 фондова насталих у раздобљу од 1918. до 1945. године.
Архивску грађу послератне Југославије чине 633 фонда настала у периоду од 1945. до 2006. године.

## Зграда Архива Југославије
Обишавши тридесетих година прошлог века колеџе у Енглеској (Оксфорд и Кембриџ), краљ Александар I Карађорђевић пожелео је да сличне образовне институције изгради и у својој земљи. По свом повратку, покренуо је у оквиру Двора широку акцију, како би се оваква идеја остварила подизањем једног Дома за средњошколску омладину на Топчидерском брду. 
Архитекта Војин Петровић пројектовао је импресивну троспратну грађевину, обликовану у стилу академизма, са главном фасадом окренутом рема Топчидерској звезди. Изградња Дома трајала је од 1931. до 1933. године и имала назив Дом краља Александра I за ученике средњих школа.
Врло брзо је констатовано да је зграда Дома недовољна да би се у њој обезбедили сви услови за боравак и рад питомаца, као и рад Мушке гимназије краља Александра Првог. Стога су надлежни органи донели одлуку да се у непосредној близини изгради нови објекат за Гимназију (зграда данашње Војне Гимназије). Градња је трајала од 1934. до 1936.године.
Савет Дома 12. октобра 1934. доноси одлуку да се у парку испред централног дела Дома, подигне споменик краљу Александру I Карађорђевићу . Биста краља Александра, за чију израду је искоришћен рад вајара Славка Милетића, враћена је 2003. године.
По окупацији Београда Дом је престао са радом и у Дом су смештени Гестапо и Абвер. Након ослобођења објекат је преузело „Савезно министарство унутрашњих послова“ ондашње Југославије.
Одлуком СИВ-а зграда је 1969. додељена Архиву Југославије, а Одлуком Владе Републике Србије од 22. марта 2007. проглашена је за споменик културе.

## Локација Архива Југославије
Зграда Архива налази се на Сењаку, елитном делу Београда, у оквиру културно-историјске целине Топчидер. Међу њима су: манастир Ваведење, Музеј краља Петра Првог, Факултет ликовне уметности, као бројне амбасаде и резиденције.
Архив се налази у улици Васе Пелагића 33.